# 林鎮區 (密蘇里州奧德雷恩縣)
林鎮區（英語：Linn Township）是位於美國密蘇里州奧德雷恩縣的一個行政鎮區。

## 地方資料
林鎮區的面積為196.08平方千米，當中陸地面積為194.94平方千米，而水域面積為1.13平方千米。根據2020年美國人口普查的數據，當地共有人口586人，而人口密度為每平方千米2.99人。